# Лаура Монтойя
Свята Марія Лаура Ісуса Монтойя Упеґі (ісп. María Laura de Jesús Montoya Upegui) у монашестві Марія Катерини Сієнської (26 травня 1874 — 21 жовтня 1949) — католицька місіонерка та засновниця Згромадження Сестер Місіонерок Непорочної Марії та Катерини Сієнської.
У 2004 році після чуда, що сталось за її посередництвом була проголошена блаженною, а після другого чуда у 2013 році причислена до лику святих. Перша в історії канонізована колумбійка.

## Використані джерела
1. ↑  Celebran beatificación de «La madre Laura». Архів оригіналу за 31 жовтня 2013. Процитовано 11 листопада 2013.
2. ↑  El próximo 12 de mayo será la canonización de la madre Laura. Архів оригіналу за 20 жовтня 2013. Процитовано 11 листопада 2013.